# Cautomus infimus
Cautomus infimus là một loài bọ cánh cứng trong họ Cerylonidae. Loài này được Grouvelle miêu tả khoa học năm 1908.